# Rise Today
Singles de Alter Bridge
Broken Wings
(2005) Ties That Bind
(2008)
Rise Today est le quatrième single du groupe Alter Bridge sorti en 2007.

## Liste des chansons
| 1. | Rise Today (version radio) | 4:13 |

| 1. | Rise Today (version radio) | 4:09 |
| 2. | New Way to Live            | 5:40 |